# Уран-14

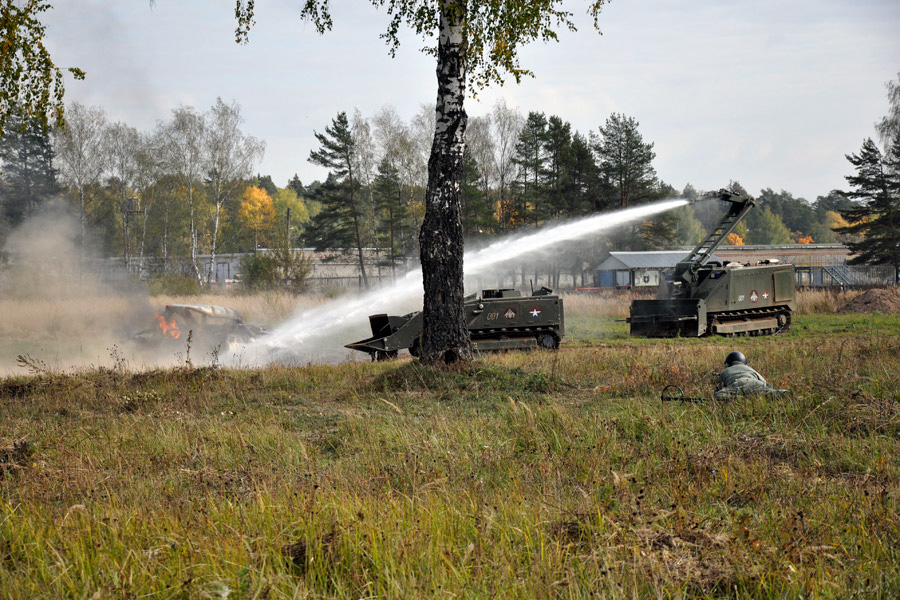
Уран-14 в действии

«Уран-14» — многофункциональный робототехнический комплекс на гусеничном ходу. Разработан и производится нахабинским «766-м управлением производственно-технологической комплектации» (ОАО «766 УПТК»).
Вариант комплекса предлагается «Рособоронэкспортом» и на международном рынке оружия. Согласно данным «Рособоронэкспорта» система предназначена для пожаротушения в условиях боя. Он также может использоваться в качестве разведывательной машины, машины разминирования и бульдозера.